# Argiope buehleri
Argiope buehleri är en spindelart som beskrevs av Schenkel 1944. Argiope buehleri ingår i släktet Argiope och familjen hjulspindlar. Inga underarter finns listade i Catalogue of Life.